# حتى لا يطير الدخان (فلم)
حتى لا يطير الدخان، فيلم مصري من إخراج أحمد يحيى، بطولة عادل إمام، سهير رمزي، أحمد راتب ونادية أرسلان. وقصة إحسان عبد القدوس. من إنتاج عام 1984م.

## القصة
تدور أحداثه حول رفض كمال ومدحت ورؤوف إقراض صديقهم فهمي عبد الحميد المال اللازم لإجراء عملية جراحية لأمه التي تموت فيقرر الانتقام منهم. ينتهي من دراسته ويكون ثروة كبيرة بطرق مشبوهة. ينجح فهمي في الانتخابات ويتسبب بنفوذه في تعطيل صفقه فاكهة لمدحت فيضطر لبيعها بمبلغ رخيص حتى لا تفسد، تضيق خيرية بظروف زوجها مدحت المادية المتدهورة. تتقرب من فهمي الذي يشجعها على طلب الطلاق حتى يتزوجا ولكنه يرفض الزواج منها ويقول ان ما قاله لها مجرد كلام بلا قيمة وهو لا يريد الزواج منها وبذلك يحقق انتقامه منها عندما رفضت الزواج منه من قبل لفقره. في ليلة زفافه بجارته القديمة سنية يموت اثر مرض.

## المشاركة في مهرجان قرطاج الدولي
شارك هذا الفيلم في مهرجان قرطاج الدولي عام 1984 وكان الفلم المشارك أمامه «خرج ولم يعد» بطولة يحيى الفخراني وليلى علوي وفريد شوقي، وفاز في هذا المهرجان فيلم «خرج ولم يعد». ويذكر أن في هذا المهرجان انسحب عادل إمام اعتراضا منه علي نتيجة المهرجان، في حين حصل يحيى الفخراني علي جائزة أفضل ممثل.

## روابط خارجية
- مقالات تستعمل روابط فنية بلا صلة مع ويكي بيانات